# Pedraza de Campos
Pedraza de Campos – gmina w Hiszpanii, w prowincji Palencia, w Kastylii i León, o powierzchni 32,38 km². W 2011 roku gmina liczyła 97 mieszkańców.